# 強納森·伊翁比
強納森·伊翁比（： Jonathan Yiombi，2000年2月1日—）是來自剛果民主共和國的韓國電視名人、YouTuber。

## 生涯
強納森的父親是剛果民主共和國前政治家和外交官伊翁比·拖納（Yiombi Thona），因政治因素於2002年輾轉逃亡至南韓。 父親獲取韓國難民身份後，2008年2月13日才將強納森與一家人接來韓國。強納森先在仁川廣域市生活了5年，小學六年級時搬到了光州廣域市，他仍然保留剛果民主共和國 國籍。2019年 8月 Radio Star中提到「伊翁比」是他的姓氏，全名是「強納森·伊翁比」。
此外，強納森的哥哥 Rabbi Thona 和妹妹 Patricia Yiombi 也都是活躍於韓國娛樂圈的名人。

## 學歷
- 文城中學
- 光州東城高中 (畢業)
- 韓國外國語大學 政治外交學系 (在學中)

## 影視作品

### 綜藝節目
| 年份 | 劇名                    | 平台 | 備註                                   |
| ---- | ----------------------- | ---- | -------------------------------------- |
| 2013 | 《人間劇場》            | KBS2 |                                        |
| 2013 | 《放鬆一下吧》          | KBS2 | 中秋計劃（9月18日）                    |
| 2014 | 《改變世界的測驗》      | MBC  | 農曆新年特別優惠（2 月 1 日）          |
| 2019 | 《歡樂在一起》          | KBS2 | 第583集（4月4日）、第619集（12月19日） |
| 2019 | 《訓MAN正音》           | MBN  |                                        |
| 2019 | 《大國民脫口秀-你好》   | KBS2 | 第416集（7月3日）                      |
| 2019 | 《Player》              | tvN  | 第5集（8月11日）                       |
| 2019 | 《黃金漁場 Radio Star》 | MBC  | 第631集（8月21日）                     |
| 2019 | 《喜劇殿堂》            | KBS2 |                                        |

## 外部連結
- YouTube上的強納森·伊翁比個人頻道 （页面存档备份，存于）
- 強納森·伊翁比的Instragram帳戶